# Entidad Pública Empresarial de Suelo
La Entidad Pública Empresarial de Suelo (Sepes) es una empresa pública española dependiente del Ministerio de Vivienda, cuyo fin último es la gestión pública del suelo en todos sus aspectos, incluyendo suelo industrial, residencial, terciario y logístico.
En algunos casos la actividad de esta entidad se plasma en forma de sociedades mercantiles, consorcios urbanísticos y juntas de compensación, en las que participan también comunidades autónomas, ayuntamientos, otros organismos públicos e incluso la iniciativa privada.
Su ámbito de actuación es muy amplio participando tanto en intervenciones urbanas de gran calado, actuaciones residenciales y parques empresariales.

## Evolución histórica
SEPES es heredera directa de dos organismos públicos que alcanzaron un gran prestigio en el ámbito urbanístico de la Administración del Estado:
- Gerencia de Urbanización
- Instituto Nacional de Urbanización (INUR)

La Gerencia de Urbanización se creó en 1959 con el objetivo de preparar suelo urbanizado. Actuó hasta 1972, año en que pasó a denominarse Instituto Nacional de Urbanización, desarrollando una importante actividad urbanizadora de suelo residencial e industrial hasta 1981.
En 1981 se extinguió el INUR, adscribiéndose a la recién creada Sociedad Estatal de Promoción y Equipamiento de Suelo (Sepes) buena parte de su personal y la totalidad de sus actuaciones urbanísticas industriales y transfiriéndose sus actuaciones residenciales a las comunidades autónomas.

## Ámbito de actuación
Por medio del Real Decreto 1525/99 de 1 de octubre, SEPES, Entidad Pública Empresarial de Suelo se abre otra etapa para esta Entidad Pública en la que se marcan nuevos objetivos y se amplia el ámbito de actuación a suelo terciario y de servicios.